# Lureuil
Lureuil là một xã ở tỉnh Indre khu vực trung bộ Pháp. Xã này có diện tích 22,04 km², dân số thời điểm năm 1999 là 287 người. Khu vực này có độ cao trung bình 152 mét trên mực nước biển.

## Geography
Thị trấn này nằm trong công viên tự nhiên vùng Brenne.